# كلفتونية وحيدة الورقة
كلفتونية وحيدة الورقة (الاسم العلمي:Cliftonia monophylla) هي نوع من النباتات تتبع جنس الكلفتونية من فصيلة السيريلية.
وهي النوع الوحيد لجنس الكلفتونية.